# Monsef Benkirane
Monsef Benkirane, né le 24 avril 1968 à Fès, est un virologue moléculaire.

## Biographie
Monsef Benkirane naît à Fès.
Depuis 2015 il est à la tête de l’Institut de génétique humaine (IGH), entité du CNRS et de l’Université de Montpellier. Un laboratoire qui emploie 230 personnes pour 22 équipes.
Il est membre de l’European Molecular Biology Organization et de l’American Academy of Microbiology.

## Travaux
Les cellules immunitaires qui contiennent un réservoir caché du virus VIH-1 peuvent être identifiées par une molécule de surface appelée CD 32a, découverte dans une étude publiée dans Nature par Monsef Benkirane de l'Université de Montpellier, France, et des collègues d'autres instituts de recherche français.

## Récompenses
- 1996: NIH research excellence award
- 2003: Prix HFSP Jeune investigateur
- 2007: Prix de la Fondation pour la Recherche Medicale (FRM).
- 2009: European Research Council (ERC) Advanced grant
- 2012: Elu Membre EMBO
- 2012: Prix Jaffé de l’Académie des Sciences
- 2013: Prix « Retrovirology 2013 »
- 2013: Elu membre de American Academy of Microbiology
- 2013: Prix Liliane-Bettencourt pour les sciences du vivant[5]
- 2014: Médaille d’argent CNRS
- 2017: Prix Jacques PIRAUD FRM
- 2017: Prix Georges Frêche
- 2018: Grand prix de la Fondation Allianz Académie des Sciences
- 2018: European Research Council (ERC) Advanced grant